# 黒田明伸
黒田 明伸（くろだ あきのぶ、1958年2月25日 - ）は、日本の歴史学者。東京大学東洋文化研究所教授。専門は世界貨幣史、中国経済史。

## 略歴
北海道札幌市出身。1980年、京都大学文学部卒業。1985年、京都大学大学院文学研究科博士後期課程単位取得退学。1986年京都大学文学部助手、1987年大阪教育大学講師、1989年名古屋大学教養部助教授。1995年、博士（経済学・京都大学）を取得。論文の題は「中華帝国の構造と世界経済 」。1997年、東京大学東洋文化研究所助教授、2002年から同研究所教授。

## 著書
- 『中華帝国の構造と世界経済』名古屋大学出版会、1994年。 - サントリー学芸賞受賞
- 『貨幣システムの世界史 〈非対称性〉をよむ』岩波書店、2003年。/ 増補新版2014年。
  - 『화폐시스템의세계사 ‘비대칭성을읽는다’』 論衡、2005年。 - 韓国語版
  - 『货币制度的世界史-解释非对称性』 中国人民大学出版社、2007年。 - 中国語版